# London (Arkansas)
London – miasto w Stanach Zjednoczonych, w stanie Arkansas, w hrabstwie Pope.

## Demografia
Według danych z 2000 roku miasto miało 975 mieszkańców. W roku 2023 liczba mieszkańców wzrosła do 1036 osób, a gęstość zaludnienia do 164,4 osoby/km².